# ميناء جاكسون
يتألف منفذ جاكسون البحري من مياه ميناء سيدني الميناء الأوسط والميناء الشمالي ونهر لين كوف ونهر باراماتا، وهو واد مغمور أو الميناء الطبيعي لسيدني، أستراليا. المرفأ عبارة عن مدخل لبحر تسمان (جزء من جنوب المحيط الهادئ ). إنه موقع دار أوبرا سيدني وجسر ميناء سيدني. استمر منفذ جاكسون في لعب دور رئيسي في تاريخ وتطور سيدني حيث كان موقع لأول مستوطنة ومستعمرة أوروبية في البر الرئيسي الأسترالي.